# Oberbronn
Oberbronn est une commune française située dans la circonscription administrative du Bas-Rhin et, depuis le 1er janvier 2021, dans le territoire de la Collectivité européenne d'Alsace, en région Grand Est.
Cette commune se trouve dans la région historique et culturelle d'Alsace.

## Géographie

### Localisation
La commune est à 3,7 km de Niederbronn-les-Bains et 9,8 km de Philippsbourg.

### Géologie et relief
La commune se compose de 69,02 hectares de territoires artificialisés (3,27 %), 556,19 hectares de territoires agricoles (26,36 %) et 1 484,78 hectares de forêts et milieux semi-naturels (70,37 %).
Espaces naturels :
- Sept espaces protégés hors Natura 2000.
- Un espace protégé Natura 2000 :

La Moder et ses affluents.
- Cinq zones naturelles d'intérêt écologique, faunistique et floristique (Znieff).

Commune membre du parc naturel régional des Vosges du Nord.
Reliefs : Wasenkoepfel, Buckelstein,, Wasenkoepfel - col de l'Ungerthal.
La géologie du village a toujours conditionné l'urbanisation de la commune. Les rues longent la faille qui sépare la plaine calcaire de la colline de grès des Vosges.

### Sismicité
Commune située dans une zone de sismicité moyenne.

### Hydrographie et les eaux souterraines
Hydrogéologie et climatologie : Système d’information pour la gestion de l’Aquifère rhénan, par le BRGM :
Territoire communal : Occupation du sol (Corinne Land Cover); Cours d'eau (BD Carthage),
Géologie : Carte géologique; Coupes géologiques et techniques,
 Hydrogéologie : Masses d'eau souterraine; BD Lisa; Cartes piézométriques.

#### Réseau hydrographique
La commune est dans le bassin versant du Rhin au sein du bassin Rhin-Meuse. Elle est drainée par la Zinsel du Nord, le ruisseau le Falkensteinbach, le ruisseau le Lauterbach, le ruisseau le Lisenthal et le ruisseau le Schlierbach,,.
La Zinsel du Nord, d'une longueur totale de 43,2 km, prend sa source dans la commune de Mouterhouse et se jette  dans la Moder à Schweighouse-sur-Moder, après avoir traversé douze communes.
Le Falkensteinbach, d'une longueur totale de 27,2 km, prend sa source dans la commune de Bitche et se jette  dans la Zinsel du Nord à Gundershoffen, après avoir traversé huit communes.

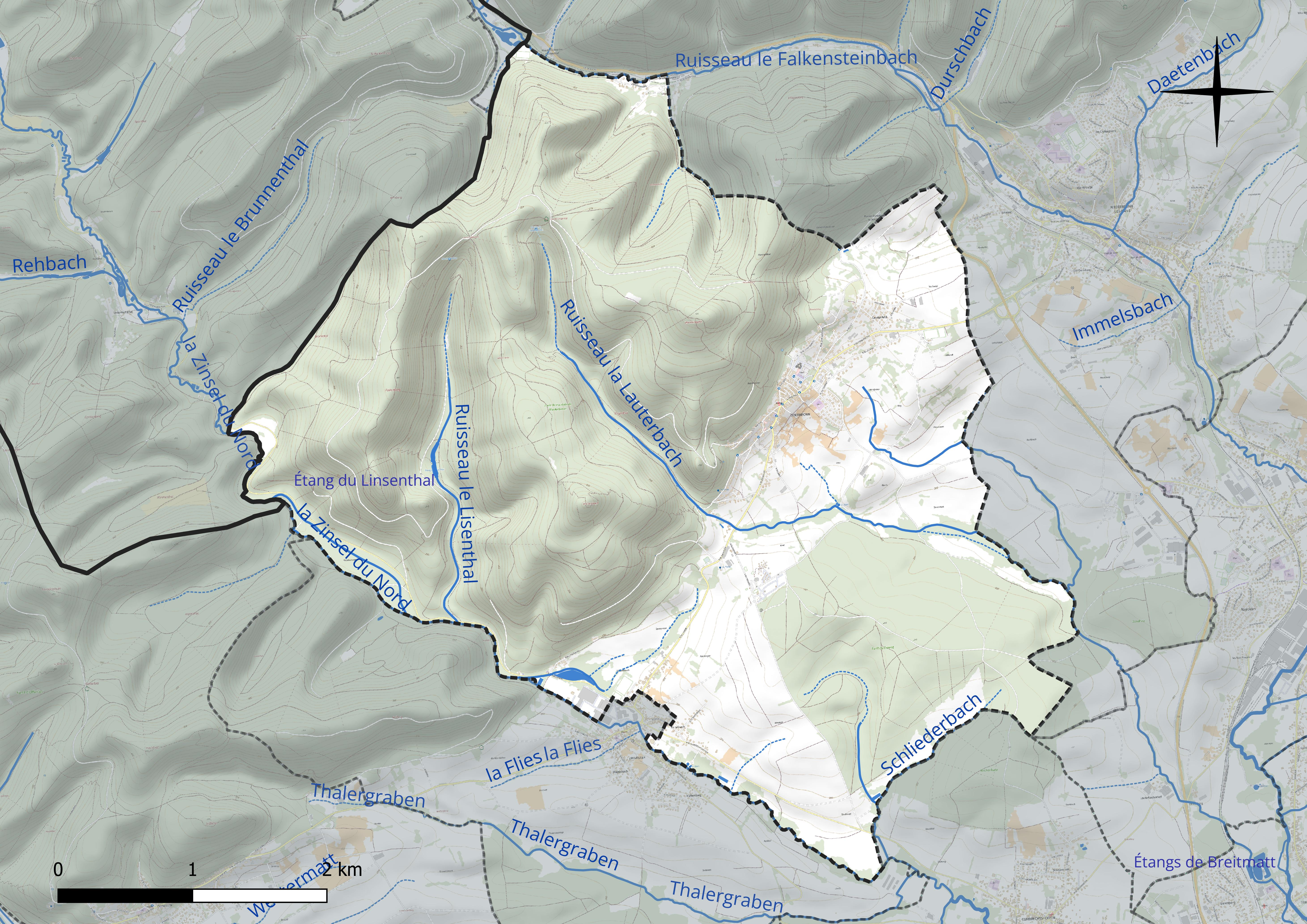
Réseau hydrographique d'Oberbronn.

Un plan d'eau complète le réseau hydrographique : l'étang du Linsenthal (0,3 ha),.

#### Gestion et qualité des eaux
Le territoire communal est couvert par le schéma d'aménagement et de gestion des eaux (SAGE) « Moder ». Ce document de planification concerne le bassin versant de la Moder dont le territoire s'étend sur 1 720 km2. Le périmètre a été arrêté le 25 janvier 2006. La commission locale de l'eau a été créée le 12 juillet 2007, puis modifiée le 14 décembre 2021. La structure porteuse de l'élaboration et de la mise en œuvre est le Syndicat des eaux et de l’assainissement Alsace-Moselle (SDEA).
La qualité des cours d’eau peut être consultée sur un site dédié géré par les agences de l’eau et l’Agence française pour la biodiversité.

### Climat
Pour des articles plus généraux, voir Climat du Grand Est et Climat du Bas-Rhin.
En 2010, le climat de la commune est de type climat des marges montargnardes, selon une étude du Centre national de la recherche scientifique s'appuyant sur une série de données couvrant la période 1971-2000. En 2020, Météo-France publie une typologie des climats de la France métropolitaine dans laquelle la commune est exposée à un climat semi-continental et est dans la région climatique  Vosges, caractérisée par une pluviométrie très élevée (1 500 à 2 000 mm/an) en toutes saisons et un hiver rude (moins de 1 °C).
Pour la période 1971-2000, la température annuelle moyenne est de 10,3 °C, avec une amplitude thermique annuelle de 17,5 °C. Le cumul annuel moyen de précipitations est de 931 mm, avec 11,4 jours de précipitations en janvier et 9,8 jours en juillet. Pour la période 1991-2020, la température moyenne annuelle observée sur la station météorologique de Météo-France la plus proche, « Uhrwiller_sapc », sur la commune de Uhrwiller à 7 km à vol d'oiseau, est de 10,9 °C et le cumul annuel moyen de précipitations est de 740,0 mm. 
La température maximale relevée sur cette station est de 38,7 °C, atteinte le 7 août 2015 ; la température minimale est de −18 °C, atteinte le 20 décembre 2009,,.
Les paramètres climatiques de la commune ont été estimés pour le milieu du siècle (2041-2070) selon différents scénarios d'émission de gaz à effet de serre à partir des nouvelles projections climatiques de référence DRIAS-2020. Ils sont consultables sur un site dédié publié par Météo-France en novembre 2022.

### Voies de communications et transports

#### Voies routières
- D 28 vers Zinswiller, Niederbronn-les-Bains[24].

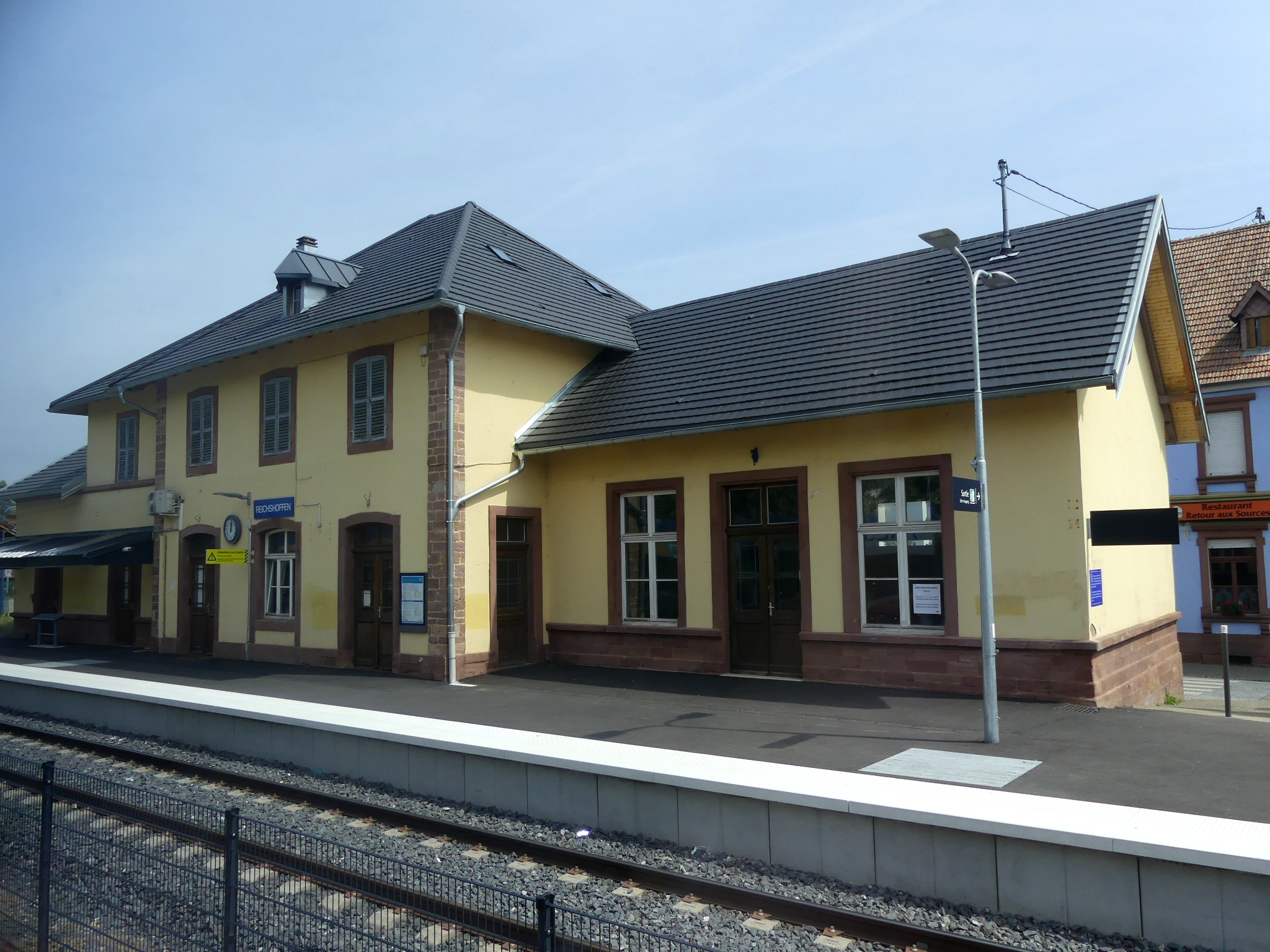
Gare de Reichshoffen-Ville.

#### Transports en commun
- Transports en Alsace.
- Fluo Grand Est.
- Gare de Reichshoffen-Ville.
- Gare de Niederbronn-les-Bains.
- Gare de Mertzwiller.

### Intercommunalité
Commune membre de la Communauté de communes du Pays de Niederbronn-les-Bains.
| Philippsbourg Moselle |            | Niederbronn-les-bains |
| Baerenthal Moselle    | Oberbronn  |                       |
| Offwiller             | Zinswiller | Gumbrechtshoffen      |

## Urbanisme

### Typologie
Au 1er janvier 2024, Oberbronn est catégorisée bourg rural, selon la nouvelle grille communale de densité à sept niveaux définie par l'Insee en 2022.
Elle est située hors unité urbaine et hors attraction des villes,.

### Occupation des sols
L'occupation des sols de la commune, telle qu'elle ressort de la base de données européenne d’occupation biophysique des sols Corine Land Cover (CLC), est marquée par l'importance des forêts et milieux semi-naturels (70,4 % en 2018), une proportion sensiblement équivalente à celle de 1990 (70,8 %). La répartition détaillée en 2018 est la suivante : forêts (68,1 %), prairies (13,7 %), zones agricoles hétérogènes (7,1 %), cultures permanentes (3,4 %), zones urbanisées (3,3 %), milieux à végétation arbustive et/ou herbacée (2,3 %), terres arables (2,2 %). L'évolution de l’occupation des sols de la commune et de ses infrastructures peut être observée sur les différentes représentations cartographiques du territoire : la carte de Cassini (XVIIIe siècle), la carte d'état-major (1820-1866) et les cartes ou photos aériennes de l'IGN pour la période actuelle (1950 à aujourd'hui).

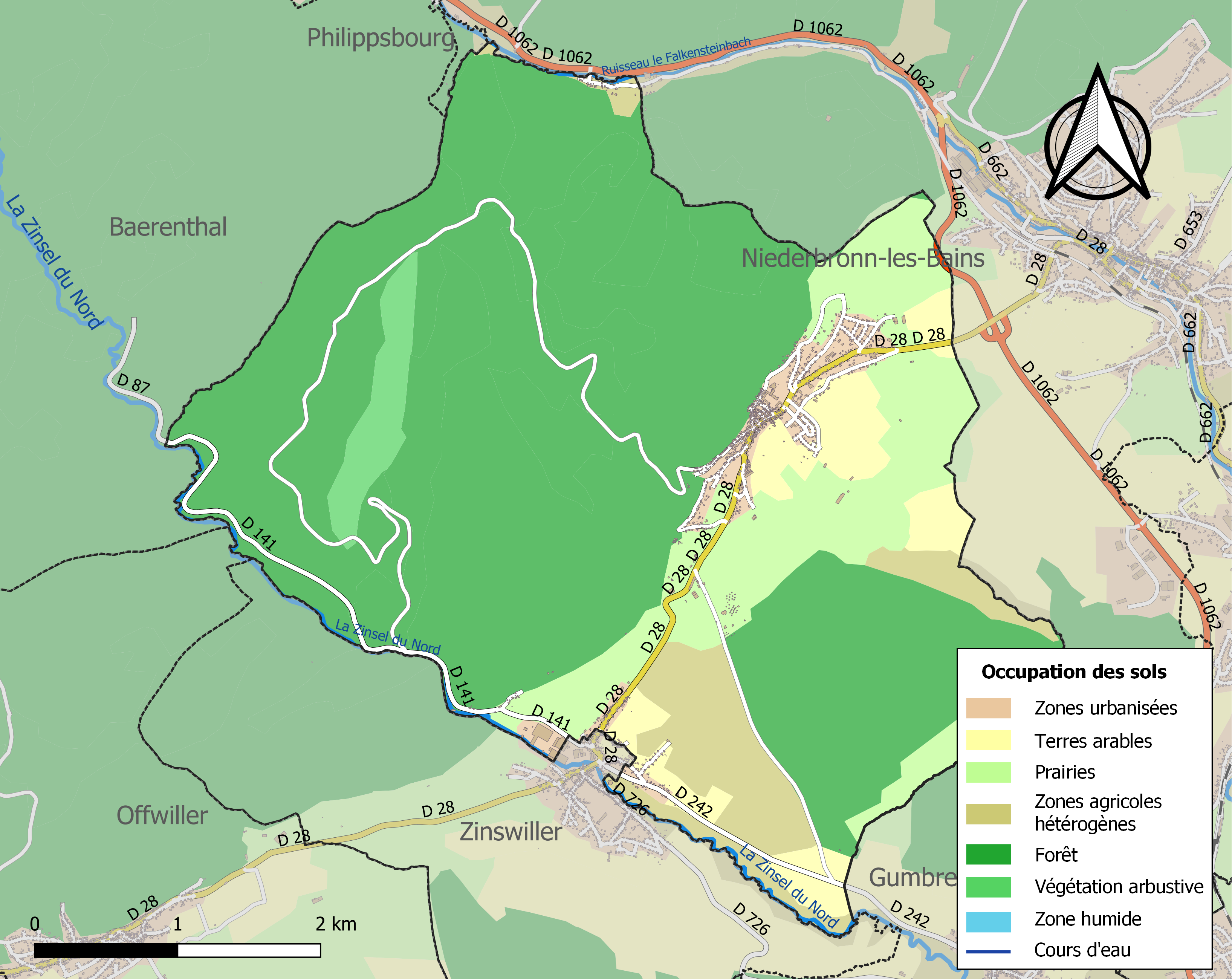
Carte des infrastructures et de l'occupation des sols de la commune en 2018 (CLC).

## Histoire
Sous l'Ancien Régime, la seigneurie d'Oberbronn rassemblait une douzaine de villages et hameaux dont Breitenwasen, Zinswiller, Gumbrechtshoffen-Oberbronn et Mertzwiller. Elle appartint aux Born créateurs du lieu (Ober-Born d'après certains historiens), puis par voie de succession ou de rachat, aux Ochsenstein, Lützelstein (La Petite-Pierre), Lichtenberg, Deux-Ponts-Bitche (Zweibrücken-Bitsch), Linange (Leiningen-Westerburg puis Leiningen-Dagsburg), et aux barons de Dietrich.
Les restes de remparts et inscriptions font toucher du doigt les épisodes sinistres de la Guerre de Trente Ans (série de conflits armés qui ont déchiré l’Europe du 23 mai 1618 au 15 mai 1648), mais aussi de la Guerre des Rustauds.
Le château qui remonte au XVIe siècle fut vendu comme bien national à la Révolution française, et la seigneurie, restée de droit germanique, fut intégrée à la France en 1793 avec d'autres territoires de princes possessionnés.
Les reconstructions de nombreuses maisons témoignent des ravages des bombardements de la deuxième Libération d’Oberbronn, le 16 mars 1945.
La commune a été dénommée Oberbronn-Zinswiller à la suite de sa fusion-association avec la commune de Zinswiller le 1er février 1974, mais le 31 décembre 1992 les deux communes sont rétablies.

### Héraldique
| Blason de Oberbronn | Blason  | D'azur, à un lion d'or et une bande de gueules brochante sur le tout, chargée de trois coquilles d'argent.            |
| Blason de Oberbronn | Détails | Le lion est repris du blason des seigneurs possessionnaires du village : les Lichtenberg et les Deux-ponts-de-Bitche. |

## Politique et administration
| Période                                  | Période                   | Identité                                          | Étiquette | Qualité      |
| ---------------------------------------- | ------------------------- | ------------------------------------------------- | --------- | ------------ |
| Les données manquantes sont à compléter. |                           |                                                   |           |              |
| mars 2001                                | 2014                      | André Loehr                                       |           |              |
| mars 2014                                | avril 2018                | Pierre Jochum                                     |           |              |
| Juin 2018                                | En cours (au 31 mai 2020) | Patrick Bettinger, Réélu pour le mandat 2020-2026 |           | Ancien cadre |

### Budget et fiscalité 2023

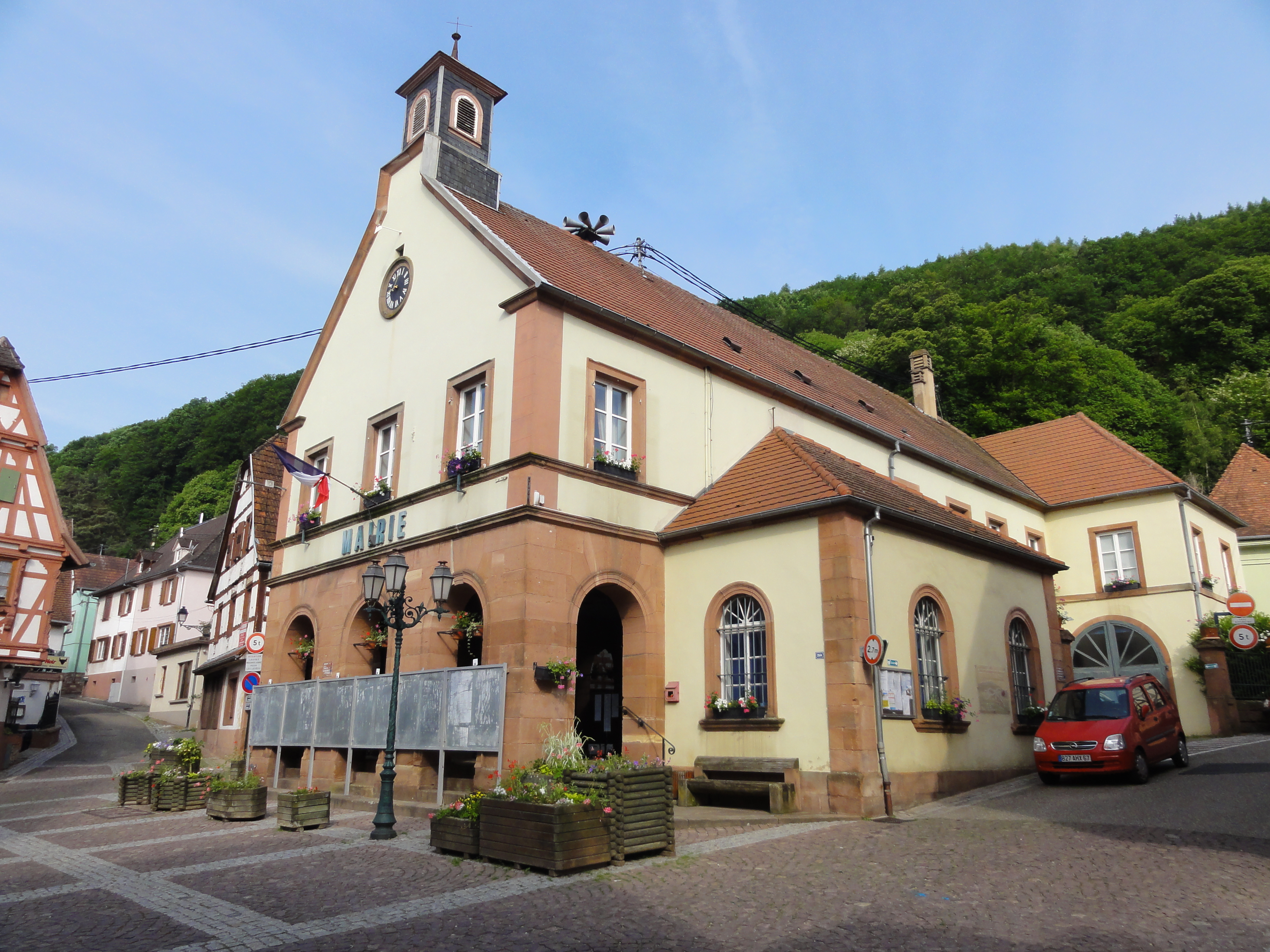
Mairie-école (1846).

En 2023, le budget de la commune était constitué ainsi :
- total des produits de fonctionnement : 1 394 000 €, soit 912 € par habitant ;
- total des charges de fonctionnement : 1 094 000 €, soit 716 € par habitant ;
- total des ressources d'investissement : 1 020 000 €, soit 667 € par habitant ;
- total des emplois d'investissement : 1 250 000 €, soit 818 € par habitant ;
- endettement : 1 727 000 €, soit 1 130 € par habitant.

Avec les taux de fiscalité suivants :
- taxe d'habitation : 18,95 % ;
- taxe foncière sur les propriétés bâties : 30,94 % ;
- taxe foncière sur les propriétés non bâties : 94,47 % ;
- taxe additionnelle à la taxe foncière sur les propriétés non bâties : 0 % ;
- cotisation foncière des entreprises : 0 %.

Chiffres clés Revenus et pauvreté des ménages en 2021 : médiane en 2021 du revenu disponible, par unité de consommation : 23 790 €.

## Économie

### Entreprises et commerces

#### Agriculture

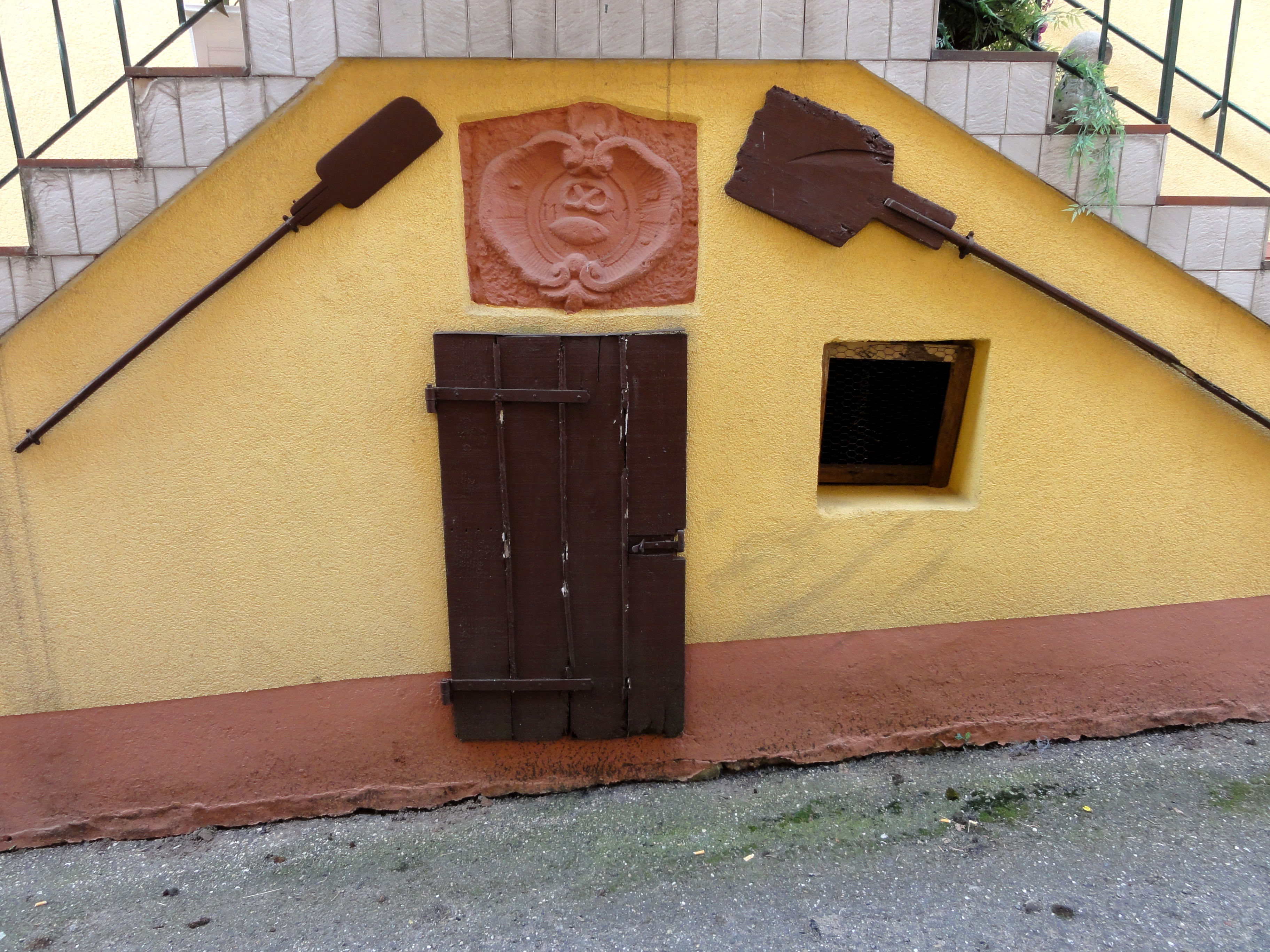
Maison, 19 rue Principale.

- Les Romains ont planté des vignes dans la première et des châtaigneraies sur la seconde. Après la disparition des seigneurs de Born, bâtisseurs au XIIIe siècle de la Wasenbourg sur un ancien camp romain, les Linange – Westerbourg ont développé l’économie viticole dès le XVIe siècle. Leur château était dès le départ construit sur une cave à vin de 1554. La viticulture a ainsi assuré la prospérité du village pendant 4 siècles, la vigne ayant disparu à la fin de la Première guerre mondiale, victime du Phylloxéra (Daktulosphaira vitifoliae). De nombreux emblèmes de métiers des XVIIe et XVIIIe siècles autour de la viticulture illustrent cette activité[40].
- Culture de céréales, de légumineuses et de graines oléagineuses.
- Culture et élevage associés.

#### Tourisme
- Oberbronn est un site d'écotourisme[41].
- Hôtellerie du Couvent Oberbronn[42].
- Gîte de France.
- Restaurants.

#### Commerces
- Commerces et services de proximité[43].

## Population et société

### Démographie

#### Évolution démographique
L'évolution du nombre d'habitants est connue à travers les recensements de la population effectués dans la commune depuis 1793. Pour les communes de moins de 10 000 habitants, une enquête de recensement portant sur toute la population est réalisée tous les cinq ans, les populations de référence des années intermédiaires étant quant à elles estimées par interpolation ou extrapolation. Pour la commune, le premier recensement exhaustif entrant dans le cadre du nouveau dispositif a été réalisé en 2006.

En 2022, la commune comptait 1 416 habitants, en évolution de −9,29 % par rapport à 2016 (Bas-Rhin : +3,17 %, France hors Mayotte : +2,11 %).
| 1793  | 1800  | 1806  | 1821  | 1831  | 1836  | 1841  | 1846  | 1851  |
| ----- | ----- | ----- | ----- | ----- | ----- | ----- | ----- | ----- |
| 1 425 | 1 548 | 1 632 | 1 372 | 1 635 | 1 735 | 1 664 | 1 639 | 1 569 |

| 1856  | 1861  | 1866  | 1871  | 1875  | 1880  | 1885  | 1890  | 1895  |
| ----- | ----- | ----- | ----- | ----- | ----- | ----- | ----- | ----- |
| 1 314 | 1 317 | 1 412 | 1 342 | 1 313 | 1 303 | 1 319 | 1 298 | 1 296 |

| 1900  | 1905  | 1910  | 1921  | 1926  | 1931  | 1936  | 1946  | 1954  |
| ----- | ----- | ----- | ----- | ----- | ----- | ----- | ----- | ----- |
| 1 284 | 1 365 | 1 370 | 1 255 | 1 238 | 1 244 | 1 215 | 1 210 | 1 239 |

| 1962  | 1968  | 1975  | 1982  | 1990  | 1999  | 2006  | 2011  | 2016  |
| ----- | ----- | ----- | ----- | ----- | ----- | ----- | ----- | ----- |
| 1 342 | 1 355 | 2 296 | 2 193 | 2 075 | 1 424 | 1 506 | 1 512 | 1 561 |

| 2021  | 2022  | - | - | - | - | - | - | - |
| ----- | ----- | - | - | - | - | - | - | - |
| 1 462 | 1 416 | - | - | - | - | - | - | - |

### Enseignement
Établissements d'enseignements :
- École maternelle et primaire,
- Collèges à Niederbronn-les-Bains, Reichshoffen, Val-de-Moder,
- Lycées à Éguelshardt, Bouxwiller, Walbourg.

### Santé
Professionnels et établissements de santé :
- Médecins à Zinswiller, Niederbronn-les-Bains, Offwiller,
- Pharmacies à Oberbronn, Niederbronn-les-Bains, Reichshoffen,
- Hôpitaux à Niederbronn-les-Bains, Ingwiller.
- Centre de remise en forme et de balnéothérapie avec des chalets à la location. Ce centre se nomme l'Oasis[50].

### Cultes
- Culte catholique, communauté de paroisses Zinsel du Nord[51], diocèse de Strasbourg.
- Culte protestant, Paroisse d’Oberbronn-Zinswiller[52].

## Lieux et monuments
Oberbronn possède :
- un enclos à cigognes, créé en 1992[53],
- une tour-belvédère sur le Wasenkoepfel, avec panneau en souvenir du poète et archéologue Auguste Stoeber (1808-1882)[54],
- au 14, rue du Tribunal une maison inscrite sur l'Inventaire supplémentaire des monuments historiques[55],[56].
- des fontaines,
- une maison de boulanger datée 1740[57],
- un circuit historique[58],
- un patrimoine rural de qualité, recensé par le service régional de l'Inventaire général du patrimoine culturel[59].

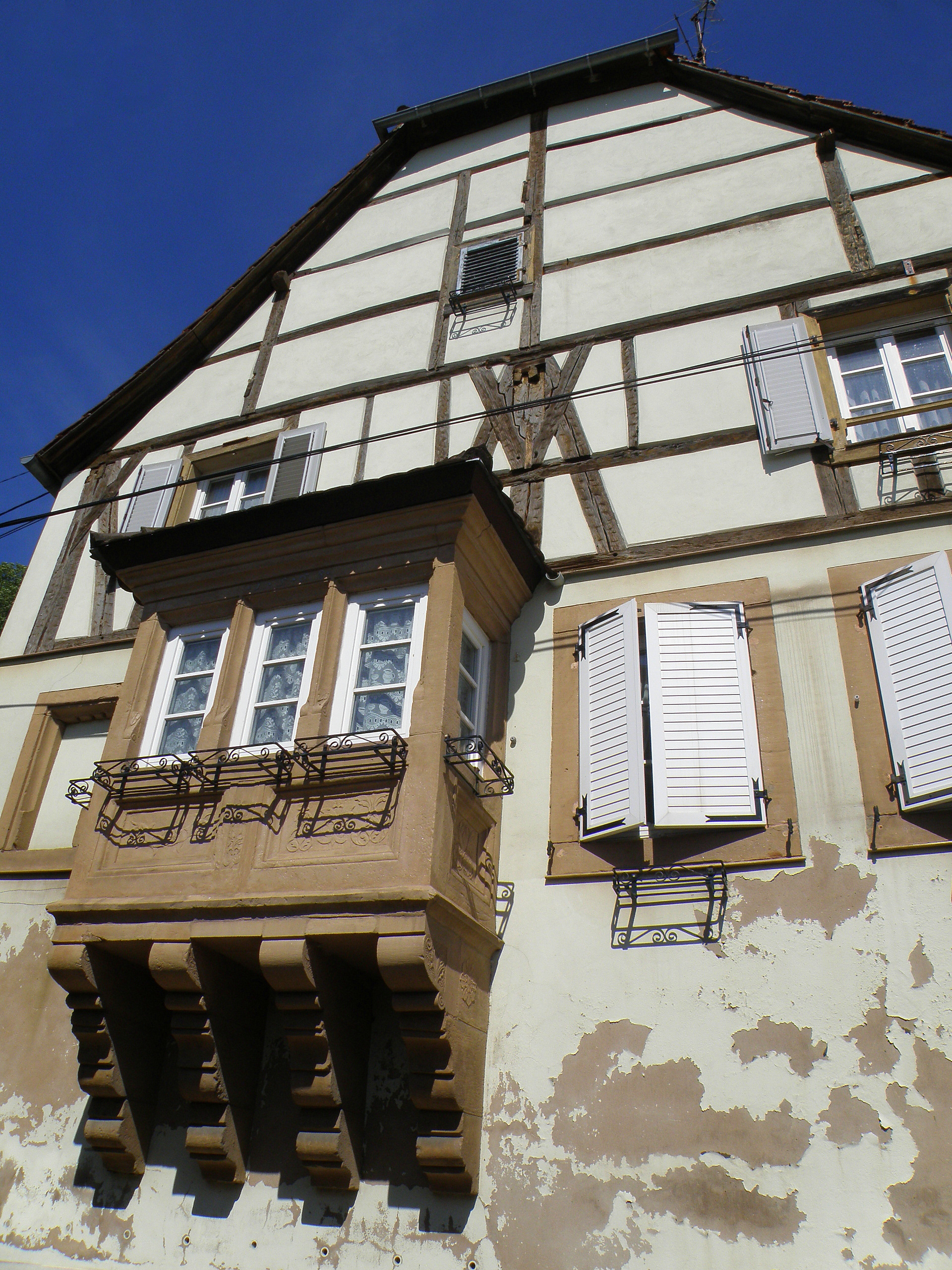
Maison du bailliage.
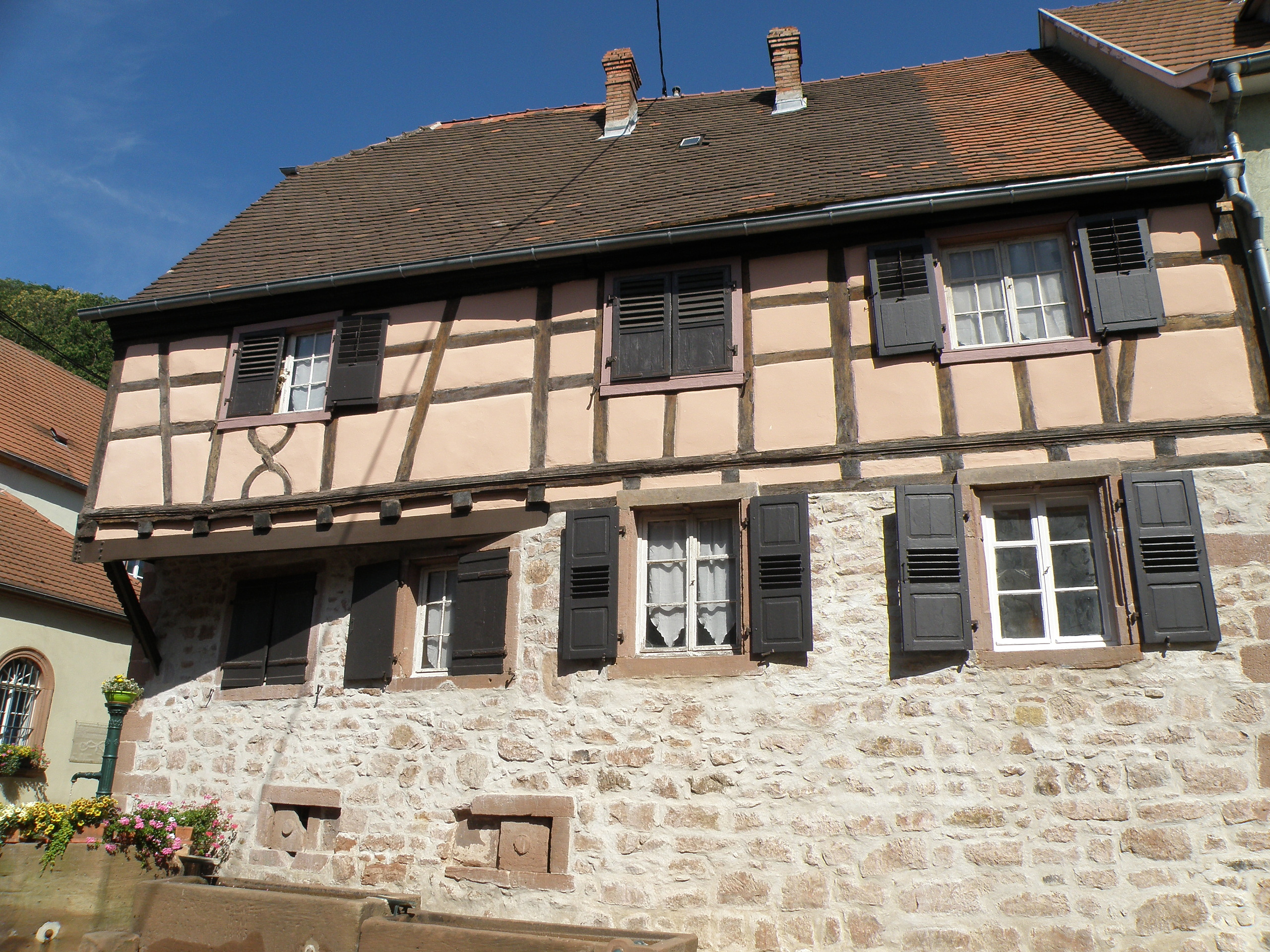
Maison de boulanger, rue Gelders.
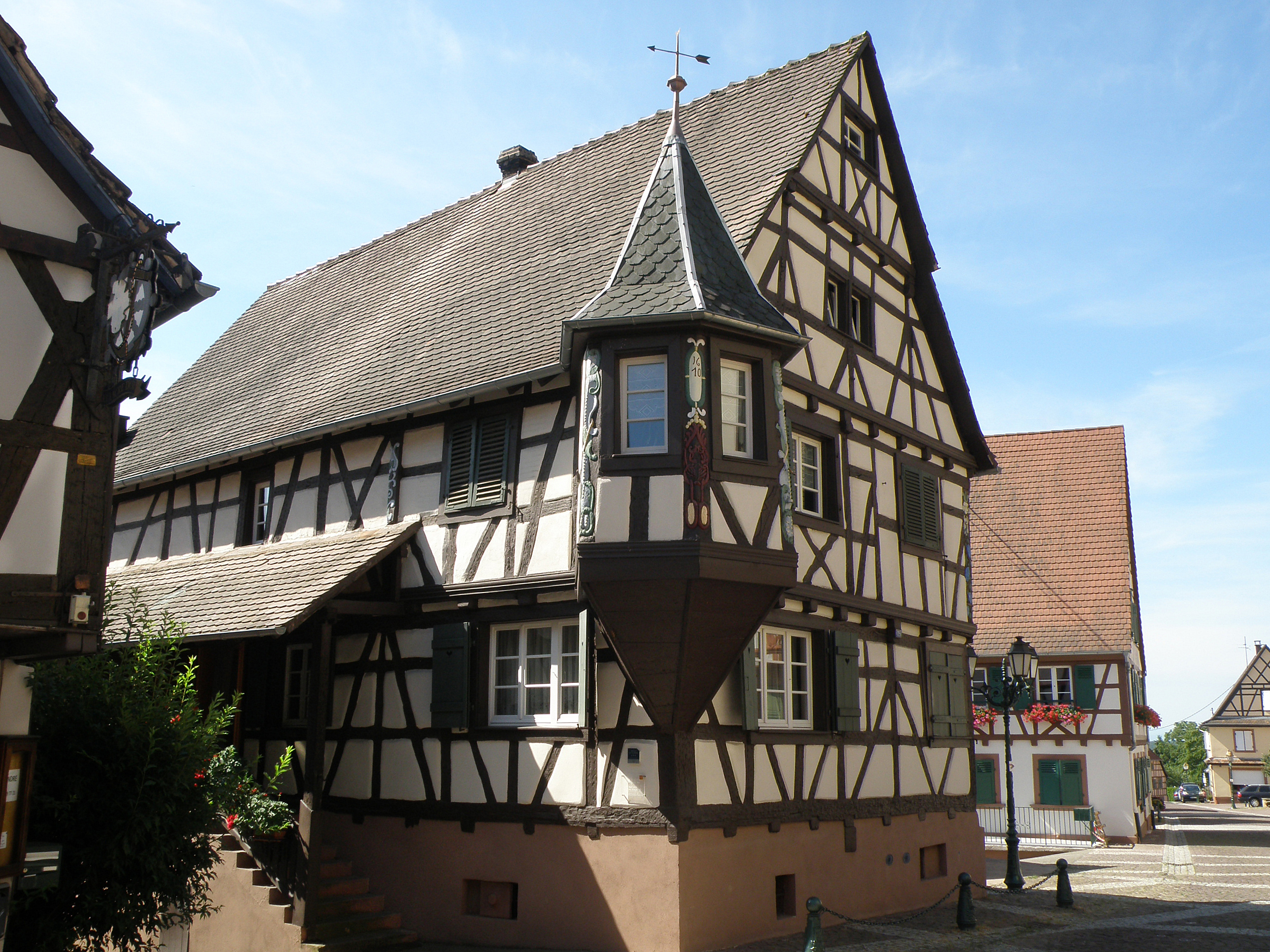
Maison de vigneron, rue Principale.
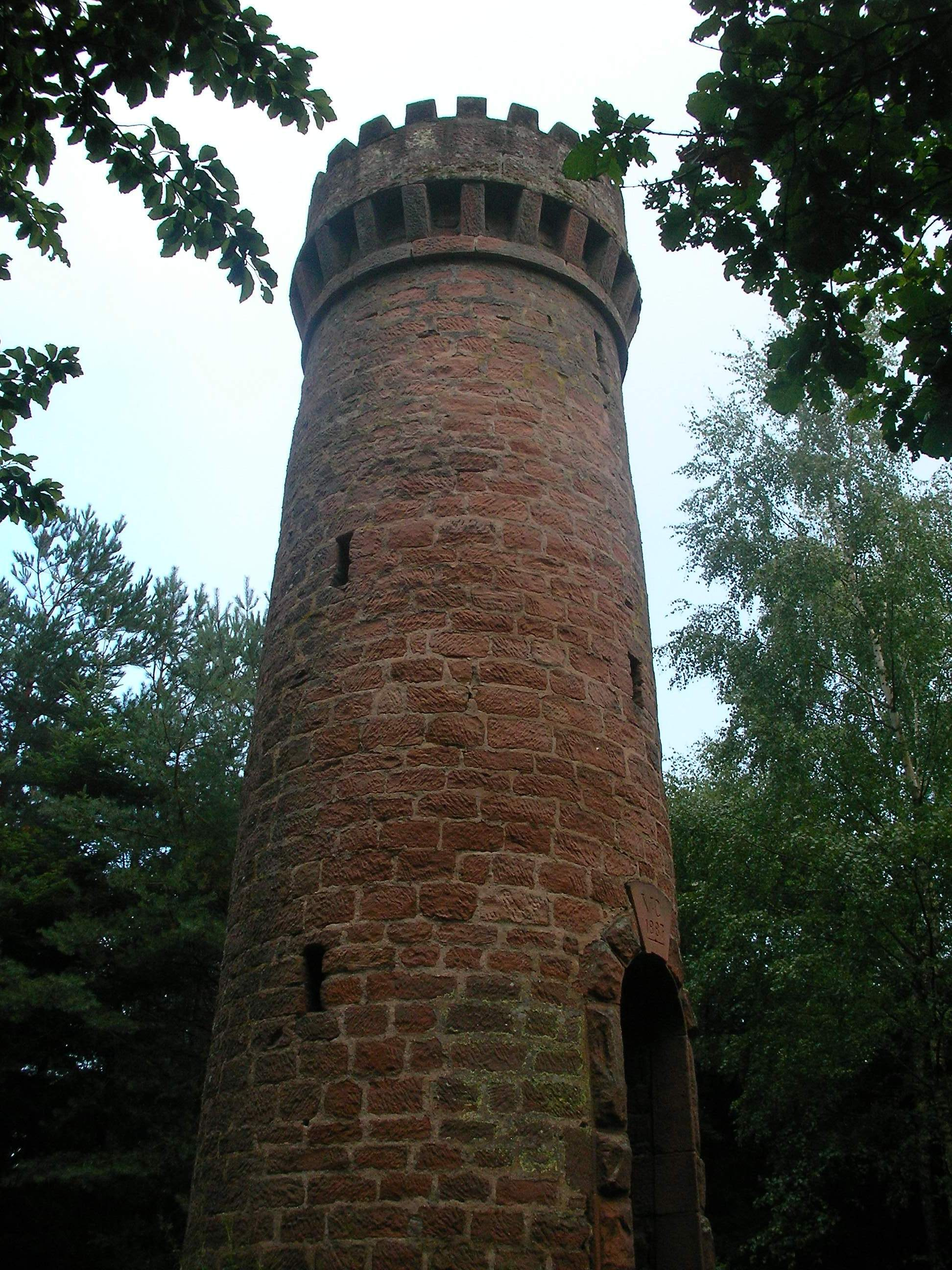
Tour belvédère sur le Wasenkoepfel.

Patrimoine religieux
- Le château d’Oberbronn abrite la maison mère de la congrégation des Sœurs du Très Saint Sauveur fondée en 1849 par Élisabeth Eppinger[60],[61].

- Chapelle Notre-Dame[62].
- Église mixte d'Oberbronn[63].
- Temple[64].
- Cimetière de protestants, de catholiques[65].

Monument funéraire du baron Louis de Sinclair, comte d'Oberbronn et Niederbronn.
- L'ancienne synagogue, construite en 1841 et détruite pendant la guerre en 1944[67],[68].
- Cimetière juif[69],[70],[71].

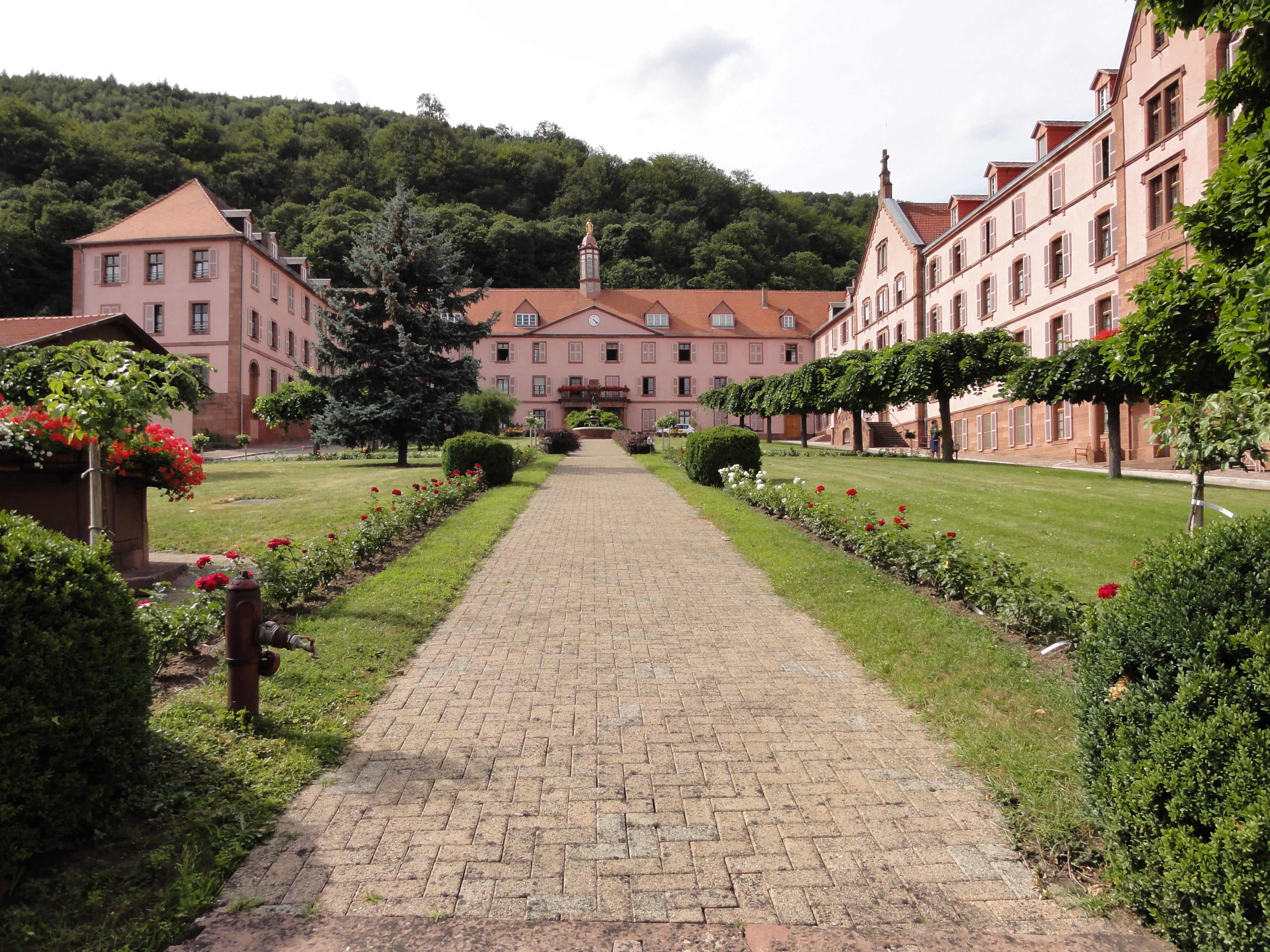
Couvent des Sœurs du Très Saint-Sauveur.
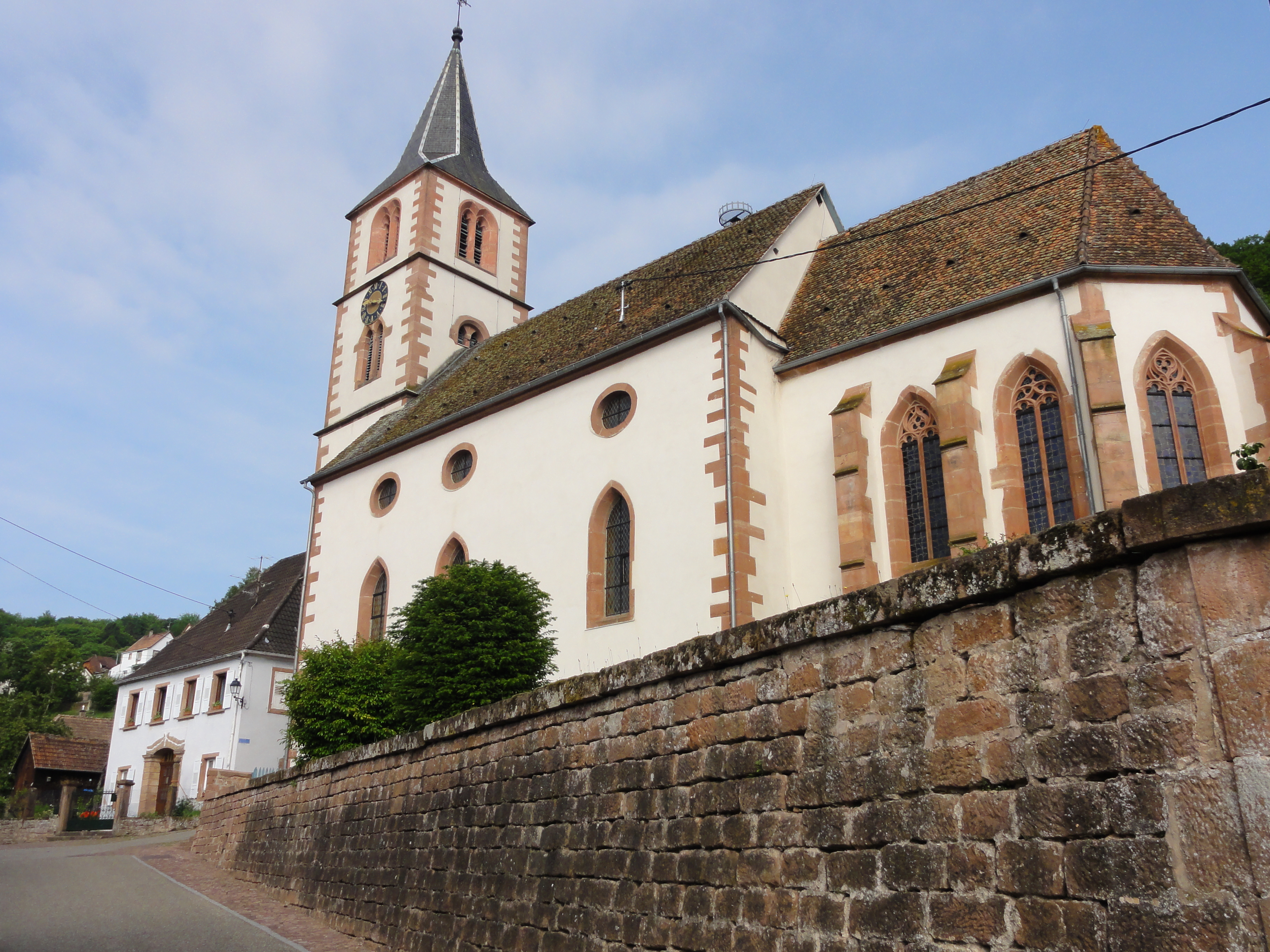
Église protestante (ou mixte).
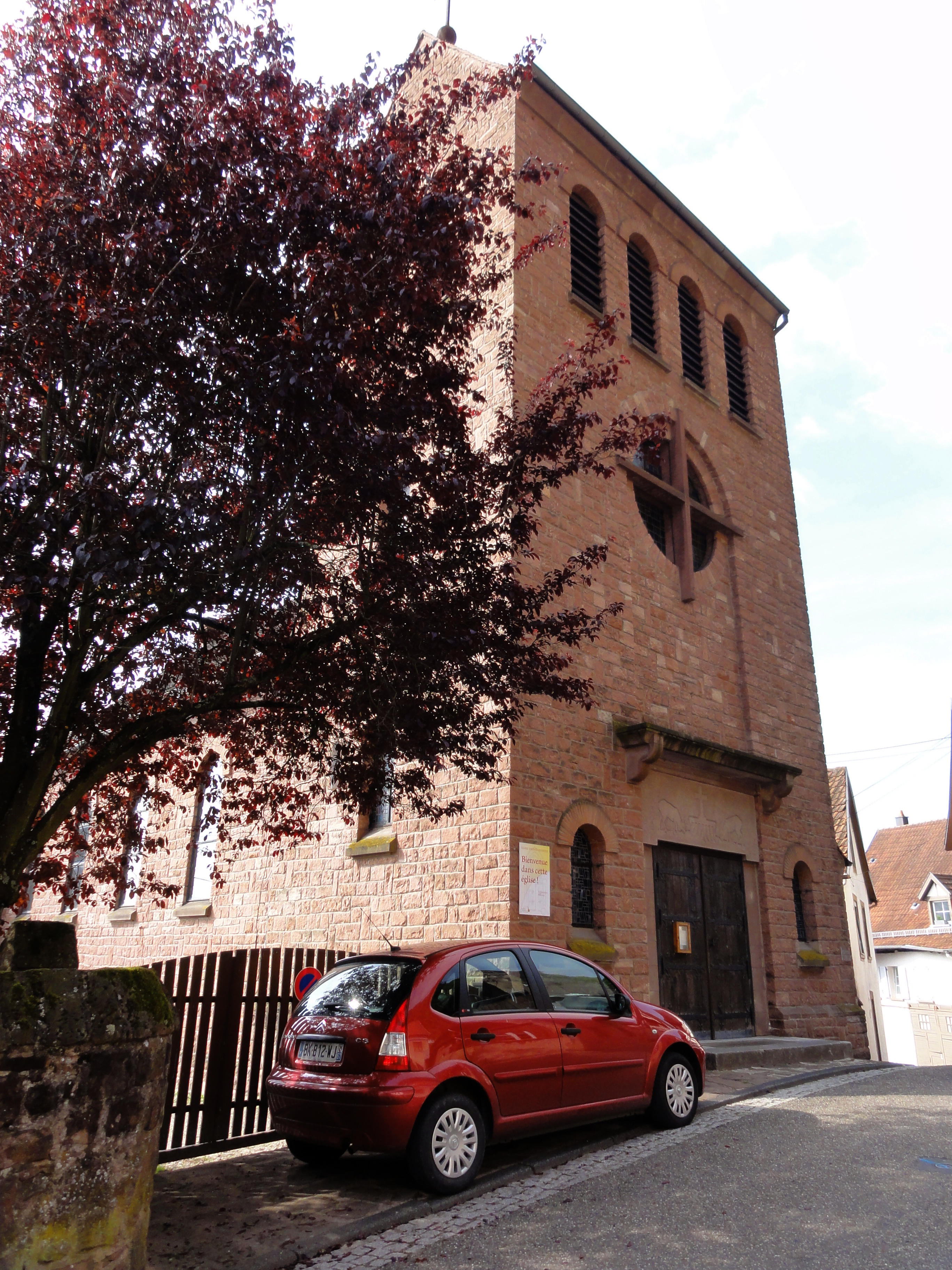
Église catholique Saint-Étienne.
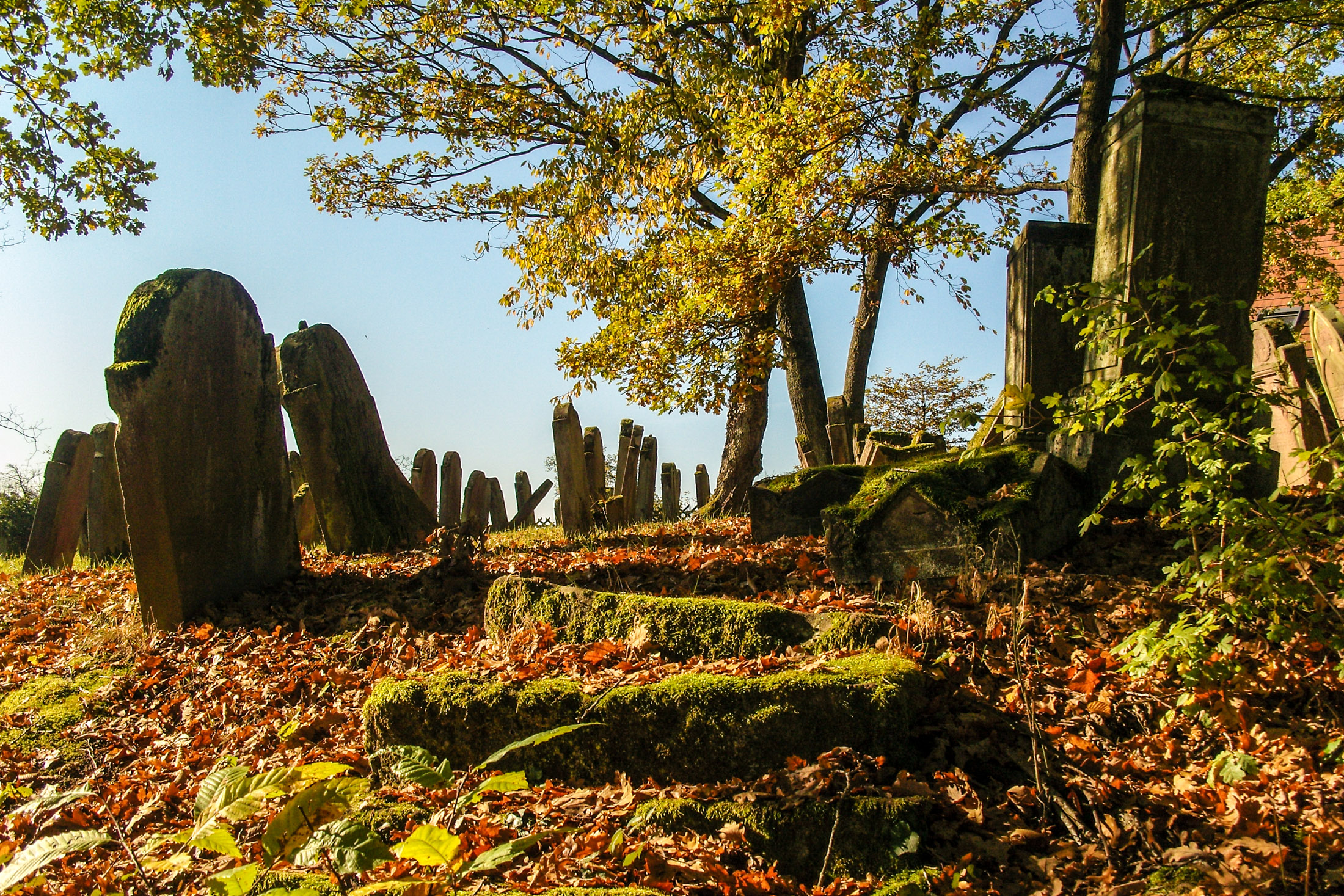
Cimetière juif.

## Personnalités liées à la commune
- Pierre Hantwirck / Handwerk / LeVolontaire (baptisé Johann Petery), né le 13 septembre 1735, fils Jean-Michel Handwerk, maître potier « habitant le bourg », et de Marie-Salomé Lambs, baptisé le 16 septembre 1735 au temple luthérien d'Oberbronn, soldat dans les troupes de la Marine, Compagnie d'Hugues[72], à Québec lors de la prise de cette ville par les Anglais le 13 septembre 1759.

Il épousa Marie-Anne Loisel à Québec le 26 février de la même année en l'église Notre-Dame-de-Québec. Il épousa en secondes noces  Marie-Josephte Labourlière dit Laplante à Kamouraska le 19 novembre 1778. Il était présent dans la vallée du fleuve Saint-Jean pendant la dernière partie du XVIIIe siècle. Certains documents nous indiquent qu'il aurait été coureur des bois, trappeur, et même courrier pour les Anglais sur la ligne de communication entre Halifax et Québec. À son décès le 13 mars 1812, il vivait chez les Amérindiens de la communauté malécite d'Écoupag (aujourd'hui Springhill, Nouveau-Brunswick), à 9,6 km en amont d'une mission peuplée de réfugiés acadiens, nommée Pointe-Sainte-Anne (aujourd'hui Fredericton, N.-B.).
- Le docteur Michèle Frey-Cabut a été décorée de l’insigne de chevalier de l'ordre national du Mérite. Elle a été médecin commandant des pompiers à partir du 1er avril 2007[74].
- Les titulaires de la Légion d'honneur :

Georges Buckel dit Lefêvre.
Philippe Jacques Lams.
Alfred Wolf.
- Médaillés de Sainte-Hélène : Jean Valentin Diemer, Jean Henri Becker, Jean Hoffmann[78].